# Teupin Raya (Peusangan Siblah Krueng)
Teupin Raya is een bestuurslaag in het regentschap Bireuen van de provincie Atjeh, Indonesië. Teupin Raya telt 390 inwoners (volkstelling 2010).